# Fix a Heart
"Fix a Heart" é uma canção da cantora e compositora norte-americana Demi Lovato, gravada para seu terceiro álbum de estúdio, Unbroken. Composta por Emanuel Kiriakou, Priscilla Renea e produzida pelo primeiro, a faixa deriva de origens estilísticas do pop e do R&B. Um trecho da canção foi divulgado pela primeira vez juntamente com o vídeo A Letter to My Fans (Uma Carta para Meus Fãs) no canal oficial da cantora no Youtube em 15 de setembro de 2011, como agradecimento de Lovato a seus fãs que a apoiaram durante o período em que ela ficou internada numa clínica de reabilitação.
Mesmo sem ter sido lançada como single, devido aos downloads posteriores ao lançamento do disco, "Fix a Heart" entrou na 69.ª colocação da principal parada de composições dos Estados Unidos.

## Composição
"Fix a Heart" é uma balada de música pop e R&B. A canção é definida no tempo de 54 batidas por minuto e composta na chave de dó maior. A faixa segue a progressão harmônica de lá3 e mi5. A potência vocal de Lovato foi um dos destaques da obra, junto com a letra forte e madura, considerada uma das melhores faixas do álbum Unbroken. "Fix a Heart" é inteiramente tocada no piano, com batidas de tambor ao fundo.

## Desempenho nas tabelas musicais
A faixa conseguiu alcançar a 69.ª colocação na Billboard Hot 100, por 37 mil downloads digitais.

### Posições
| Tabela musical (2011)              | Melhor posição |
| ---------------------------------- | -------------- |
| Estados Unidos - Billboard Hot 100 | 69             |
| Canadá - Canadian Hot 100          | 78             |

## Créditos
Lista-se abaixo os profissionais envolvidos na elaboração de "Fix a Heart", de acordo com o encarte de Unbroken.
- Vocais - Demi Lovato
- Composição - Emanuel Kiriakou, Priscilla Renea
- Produção - Emanuel Kiriakou